# Tour Down Under 2012

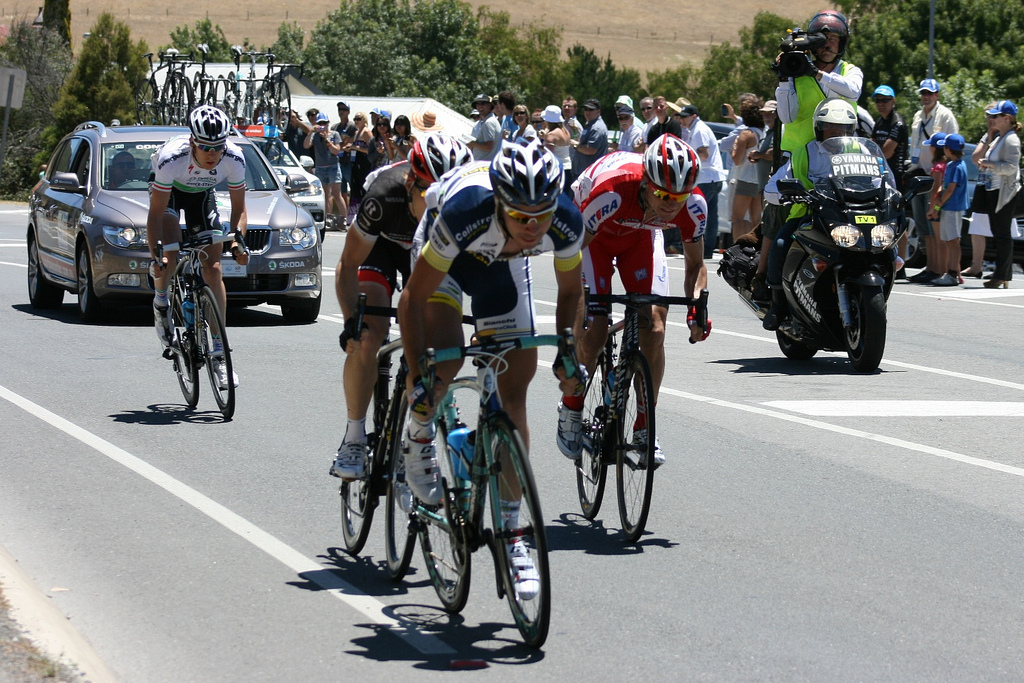
Imatge de la Tercera etapa de la cursa se 2012.

El Tour Down Under 2012 és la catorzena edició del Tour Down Under. La cursa es disputà entre el 17 i el 22 de gener de 2012, amb un recorregut de 803 km dividits en sis etapes. Aquesta era la prova inaugural de l'UCI World Tour 2012 i el vencedor final fou l'australià Simon Gerrans del GreenEDGE. Rohan Dennis guanyà la classificació de la muntanya i dels joves, mentre Edvald Boasson Hagen aconseguia la dels punts i el RadioShack-Nissan-Trek la dels equips. André Greipel, del Lotto-Belisol guanyà tres etapes.

## Equips participants
En tant que el Tour Down Under és una cursa UCI World Tour, els 18 equips UCI ProTeams són automàticament convidats i obligats a prendre-hi part, més un combinat australià format per equips dels Circuits Continentals UCI sota el nom d'Uni SA-Australia.
| - AG2R La Mondiale - Astana Qazaqstan Team - BMC Racing Team - Euskaltel–Euskadi - FDJ-BigMat - Garmin-Barracuda - GreenEDGE | - Lampre-ISD - Liquigas-Cannondale - Lotto-Belisol - Movistar Team - Omega Pharma-Quick Step - Rabobank ProTeam | - RadioShack-Nissan-Trek - Team Katusha - Team Saxo Bank - Team Sky - UniSA-Australia - Vacansoleil-DCM |

## Etapes
| Etapa    | Data        | Ciutats d'etapa         | km    | Vencedor de l'etapa | Líder de la general |
| -------- | ----------- | ----------------------- | ----- | ------------------- | ------------------- |
| 1a etapa | 17 de gener | Prospect – Clare        | 149   | André Greipel       | André Greipel       |
| 2a etapa | 18 de gener | Lobethal – Stirling     | 148   | William Clarke      | Martin Kohler       |
| 3a etapa | 19 de gener | Unley – Victor Harbor   | 134,5 | André Greipel       | André Greipel       |
| 4a etapa | 20 de gener | Norwood – Tanunda       | 130   | Óscar Freire        | Martin Kohler       |
| 5a etapa | 21 de gener | McLaren Vale – Willunga | 151,5 | Alejandro Valverde  | Simon Gerrans       |
| 6a etapa | 22 de gener | Adelaida – Adelaida     | 90    | André Greipel       | Simon Gerrans       |

### 1a etapa
|    | Ciclista            | Equip               | Temps      |
| -- | ------------------- | ------------------- | ---------- |
| 1. | André Greipel       | Lotto-Belisol       | 4h 33' 40" |
| 2. | Alessandro Petacchi | Lampre-ISD          | m.t        |
| 3. | Iauhèn Hutaròvitx   | FDJ-BigMat          | m.t        |
| 4. | Fabio Sabatini      | Liquigas-Cannondale | m.t        |
| 5. | Daniele Bennati     | RadioShack-Nissan   | m.t        |

|    | Ciclista            | Equip           | Temps      |
| -- | ------------------- | --------------- | ---------- |
| 1. | André Greipel       | Lotto-Belisol   | 4h 33' 30" |
| 2. | Alessandro Petacchi | Lampre-ISD      | + 04"      |
| 3. | Martin Kohler       | BMC Racing Team | m.t        |
| 4. | Iauhèn Hutaròvitx   | FDJ-BigMat      | + 06"      |
| 5. | Rohan Dennis        | UniSA-Australia | + 07"      |

### 2a etapa
|    | Ciclista             | Equip            | Temps      |
| -- | -------------------- | ---------------- | ---------- |
| 1. | William Clarke       | UniSA-Australia  | 3h 58' 35" |
| 2. | Michael Matthews     | Rabobank ProTeam | + 1' 02"   |
| 3. | Simon Gerrans        | GreenEDGE        | m.t        |
| 4. | Alejandro Valverde   | Movistar Team    | m.t        |
| 5. | Edvald Boasson Hagen | Team Sky         | m.t        |

|    | Ciclista         | Equip            | Temps      |
| -- | ---------------- | ---------------- | ---------- |
| 1. | Martin Kohler    | BMC Racing Team  | 8h 33' 05" |
| 2. | André Greipel    | Lotto-Belisol    | + 02"      |
| 3. | Michael Matthews | Rabobank ProTeam | + 04"      |
| 4. | Simon Gerrans    | GreenEDGE        | + 08"      |
| 5. | Rohan Dennis     | UniSA-Australia  | + 09"      |

### 3a etapa
|    | Ciclista             | Equip            | Temps      |
| -- | -------------------- | ---------------- | ---------- |
| 1. | André Greipel        | Lotto-Belisol    | 3h 21' 55" |
| 2. | Iauhèn Hutaròvitx    | FDJ-BigMat       | m.t        |
| 3. | Edvald Boasson Hagen | Team Sky         | m.t        |
| 4. | Mark Renshaw         | Rabobank ProTeam | m.t        |
| 5. | Robbie McEwen        | GreenEDGE        | m.t        |

|    | Ciclista         | Equip            | Temps       |
| -- | ---------------- | ---------------- | ----------- |
| 1. | André Greipel    | Lotto-Belisol    | 11h 54' 52" |
| 2. | Martin Kohler    | BMC Racing Team  | + 08"       |
| 3. | Michael Matthews | Rabobank ProTeam | + 12"       |
| 4. | Thomas de Gendt  | Vacansoleil-DCM  | + 14"       |
| 5. | Simon Gerrans    | GreenEDGE        | + 16"       |

### 4a etapa
|    | Ciclista             | Equip                   | Temps      |
| -- | -------------------- | ----------------------- | ---------- |
| 1. | Óscar Freire         | Team Katusha            | 3h 08' 34" |
| 2. | Gerald Ciolek        | Omega Pharma-Quick Step | m.t        |
| 3. | Daniele Bennati      | RadioShack-Nissan       | m.t        |
| 4. | Edvald Boasson Hagen | Team Sky                | m.t        |
| 5. | Michael Matthews     | Rabobank ProTeam        | m.t        |

|    | Ciclista         | Equip                   | Temps       |
| -- | ---------------- | ----------------------- | ----------- |
| 1. | Martin Kohler    | BMC Racing Team         | 15h 03' 34" |
| 2. | Michael Matthews | Rabobank ProTeam        | + 02"       |
| 3. | Óscar Freire     | Team Katusha            | m.t         |
| 4. | Gerald Ciolek    | Omega Pharma-Quick Step | + 06"       |
| 5. | Simon Gerrans    | GreenEDGE               | + 08"       |

### 5a etapa
|   | Ciclista           | Equip                  | Temps      |
| - | ------------------ | ---------------------- | ---------- |
| 1 | Alejandro Valverde | Movistar Team          | 3h 45' 48" |
| 2 | Simon Gerrans      | GreenEDGE              | m. t.      |
| 3 | Tiago Machado      | RadioShack-Nissan-Trek | + 2"       |
| 4 | Michael Rogers     | Team Sky               | + 4"       |
| 5 | Rohan Dennis       | UniSA-Australia        | + 7"       |

|   | Ciclista           | Equip                  | Temps       |
| - | ------------------ | ---------------------- | ----------- |
| 1 | Simon Gerrans      | GreenEDGE              | 18h 49' 24" |
| 2 | Alejandro Valverde | Movistar Team          | m. t.       |
| 3 | Tiago Machado      | RadioShack-Nissan-Trek | + 8"        |
| 4 | Michael Rogers     | Team Sky               | + 14"       |
| 5 | Rohan Dennis       | UniSA-Australia        | + 14"       |

### 6a etapa
|   | Ciclista            | Equip            | Temps      |
| - | ------------------- | ---------------- | ---------- |
| 1 | André Greipel       | Lotto-Belisol    | 1h 56' 48" |
| 2 | Mark Renshaw        | Rabobank ProTeam | m. t.      |
| 3 | Alessandro Petacchi | Lampre-ISD       | m. t.      |
| 4 | Iauhèn Hutaròvitx   | FDJ-BigMat       | m. t.      |
| 5 | José Joaquín Rojas  | Movistar Team    | m. t.      |

|   | Ciclista           | Equip                  | Temps       |
| - | ------------------ | ---------------------- | ----------- |
| 1 | Simon Gerrans      | GreenEDGE              | 20h 46' 12" |
| 2 | Alejandro Valverde | Movistar Team          | m. t.       |
| 3 | Tiago Machado      | RadioShack-Nissan-Trek | + 8"        |
| 4 | Michael Rogers     | Team Sky               | + 14"       |
| 5 | Rohan Dennis       | UniSA-Australia        | + 14"       |

## Classificacions finals

### Classificació general
|    | Ciclista             | Equip                  | Temps       |
| -- | -------------------- | ---------------------- | ----------- |
| 1  | Simon Gerrans        | GreenEDGE              | 20h 46' 12" |
| 2  | Alejandro Valverde   | Movistar Team          | m. t.       |
| 3  | Tiago Machado        | RadioShack-Nissan-Trek | + 8"        |
| 4  | Michael Rogers       | Team Sky               | + 14"       |
| 5  | Rohan Dennis         | UniSA-Australia        | + 14"       |
| 6  | Jan Bakelants        | RadioShack-Nissan-Trek | + 16"       |
| 7  | Edvald Boasson Hagen | Team Sky               | + 18"       |
| 8  | Javier Moreno Bazán  | Movistar Team          | + 23"       |
| 9  | Michael Matthews     | Rabobank ProTeam       | + 29"       |
| 10 | Eduard Vorgànov      | Team Katusha           | + 32"       |

### Classificacions secundàries
|   | Ciclista             | Equip         | Punts |
| - | -------------------- | ------------- | ----- |
| 1 | Edvald Boasson Hagen | Team Sky      | 56    |
| 2 | André Greipel        | Lotto-Belisol | 50    |
| 3 | Iauhèn Hutaròvitx    | FDJ-BigMat    | 39    |

|   | Ciclista        | Equip           | Punts |
| - | --------------- | --------------- | ----- |
| 1 | Rohan Dennis    | UniSA-Australia | 29    |
| 2 | Thomas de Gendt | Vacansoleil-DCM | 24    |
| 3 | Simon Gerrans   | GreenEDGE       | 24    |

|   | Ciclista             | Equip            | Temps       |
| - | -------------------- | ---------------- | ----------- |
| 1 | Rohan Dennis         | UniSA-Australia  | 20h 46' 26" |
| 2 | Edvald Boasson Hagen | Team Sky         | + 4"        |
| 3 | Michael Matthews     | Rabobank ProTeam | + 15"       |

|   | Equip                  | Temps       |
| - | ---------------------- | ----------- |
| 1 | RadioShack-Nissan-Trek | 62h 19' 53" |
| 2 | Team Sky               | + 24"       |
| 3 | Movistar Team          | + 31"       |

### UCI World Tour
El Tour Down Under atorga punts per l'UCI World Tour 2012 sols als ciclistes dels equips de categoria ProTeam.
| Posició               | 1r  | 2n | 3r | 4t | 5è | 6è | 7è | 8è | 9è | 10è |
| Classificació general | 100 | 80 | 70 | 60 | 50 | 40 | 30 | 20 | 10 | 4   |
| Per etapa             | 6   | 4  | 2  | 1  | 1  |    |    |    |    |     |

| #  | Ciclista             | Equip             | Punts |
| -- | -------------------- | ----------------- | ----- |
| 1  | Simon Gerrans        | GreenEDGE         | 106   |
| 2  | Alejandro Valverde   | Movistar Team     | 87    |
| 3  | Tiago Machado        | RadioShack-Nissan | 72    |
| 4  | Michael Rogers       | Team Sky          | 61    |
| 5  | Jan Bakelants        | RadioShack-Nissan | 40    |
| 6  | Edvald Boasson Hagen | Team Sky          | 34    |
| 7  | Javier Moreno        | Movistar Team     | 20    |
| 8  | André Greipel        | Lotto-Belisol     | 18    |
| 9  | Michael Matthews     | Rabobank ProTeam  | 15    |
| 10 | Iauhèn Hutaròvitx    | FDJ-BigMat        | 7     |

| Classificats de l'11 al 19 | Classificats de l'11 al 19 | Classificats de l'11 al 19 | Classificats de l'11 al 19 |
| -------------------------- | -------------------------- | -------------------------- | -------------------------- |
| 11                         | Óscar Freire               | Team Katusha               | 6                          |
| 11                         | Alessandro Petacchi        | Lampre-ISD                 | 6                          |
| 13                         | Mark Renshaw               | Rabobank ProTeam           | 5                          |
| 14                         | Gerald Ciolek              | Omega Pharma-Quick Step    | 4                          |
| 14                         | Eduard Vorgànov            | Team Katusha               | 4                          |
| 16                         | Daniele Bennati            | RadioShack-Nissan          | 3                          |
| 17                         | Robbie McEwen              | GreenEDGE                  | 1                          |
| 17                         | José Joaquín Rojas         | Movistar Team              | 1                          |
| 17                         | Fabio Sabatini             | Liquigas-Cannondale        | 1                          |

## Evolució de les classificacions
| Etapa (Vencedor)       | Classificació general | Classificació de la muntanya | Classificació dels esprints | Classificació dels joves | Classificació per equips | Combativitat    |
| ---------------------- | --------------------- | ---------------------------- | --------------------------- | ------------------------ | ------------------------ | --------------- |
| 1 (André Greipel)      | André Greipel         | Marcello Pavarin             | André Greipel               | Rohan Dennis             | Sky                      | Eduard Vorgànov |
| 2 (William Clarke)     | Martin Kohler         | William Clarke               | William Clarke              | Michael Matthews         | UniSA-Australia          | William Clarke  |
| 3 (André Greipel)      | André Greipel         | Thomas de Gendt              | André Greipel               | Michael Matthews         | UniSA-Australia          | Thomas de Gendt |
| 4 (Óscar Freire)       | Martin Kohler         | Rohan Dennis                 | Edvald Boasson Hagen        | Michael Matthews         | Sky                      | Nathan Haas     |
| 5 (Alejandro Valverde) | Simon Gerrans         | Rohan Dennis                 | Edvald Boasson Hagen        | Rohan Dennis             | RadioShack-Nissan-Trek   | Stuart O'Grady  |
| 6 (André Greipel)      | Simon Gerrans         | Rohan Dennis                 | Edvald Boasson Hagen        | Rohan Dennis             | RadioShack-Nissan-Trek   | Jan Bakelants   |
| Classificacions finals | Simon Gerrans         | Rohan Dennis                 | Edvald Boasson Hagen        | Rohan Dennis             | RadioShack-Nissan-Trek   | -               |